# Zamrzlá loď kapitána Flinta
Zamrzlá loď kapitána Flinta (1933, Winter Holiday) je čtvrtý díl románového cyklu anglického spisovatele Arthura Ransoma o prázdninových dobrodružstvích dvou dětských sourozeneckých skupin, které se nazývají Vlaštovky (John, Zuzana, Titty a Roger Walkerovi) a Amazonky (Nancy a Peggy Blackettovy).
Kniha s doslovně přeloženým názvem Zimní prázdniny se odehrává opět u jezera v tzv. Jezerní oblasti (Lake District) v severozápadní Anglii (jezero v knihách je složeno ze skutečných reálií kolem jezer Windermere a Coninston) a jako jediná z celého cyklu v zimě. Ransome nám představuje dva nové hrdiny - sourozence Dicka a Dorotku Callumovy, kteří přijíždějí strávit poslední týden zimních prázdnin na statek u jezera. Tady potkávají Vlaštovky a Amazonky, spřátelí se s nimi a všichni se vžijí do úlohy polárních badatelů, přičemž hausbót strýčka Jima alias kapitána Flinta se změní na loď Fram. Díky příušnicím, kterými onemocní Nancy, je vyhlášena karanténa a zimní prázdniny se protáhnou na několik týdnů, takže děti mohou naplánovat a nakonec podniknout velkou výpravu k „Severnímu pólu“ (tj. do nejvzdálenějšího zálivu jezera, kam tento pól ve své fantazii umístily), který Dick s Dorotkou dobudou na plachetních saních.

## Česká vydání
- Zamrzlá loď kapitána Flinta, Josef Hokr, Praha 1937, přeložil Jaromír Hořejš, znovu SNDK, Praha 1958.
- Zamrzlá loď kapitána Flinta, Albatros, Praha 1973, přeložila Zora Wolfová, znovu 1991, 2011 a 2018 a Toužimský a Moravec, Praha 2001.